# Praxithea beckeri
Praxithea beckeri es una especie de escarabajo longicornio del género Praxithea, tribu Torneutini, subfamilia Cerambycinae. Fue descrita científicamente por Martins & Monné en 1980.
La especie se mantiene activa durante los meses de agosto, septiembre y noviembre.

## Descripción
Mide 19-29,2 milímetros de longitud.

## Distribución
Se distribuye por Brasil, Ecuador y Venezuela.